# Episodi di In famiglia e con gli amici (terza stagione)
La terza stagione della serie televisiva In famiglia e con gli amici è stata trasmessa in anteprima negli Stati Uniti d'America dalla ABC tra il 19 settembre 1989 e il 22 maggio 1990.
| nº | Titolo originale                    | Titolo italiano | Prima TV USA      | Prima TV Italia |
| -- | ----------------------------------- | --------------- | ----------------- | --------------- |
| 1  | Nancy's Mom                         |                 | 19 settembre 1989 |                 |
| 2  | Love and Sex                        |                 | 3 ottobre 1989    |                 |
| 3  | Mr. Right                           |                 | 10 ottobre 1989   |                 |
| 4  | New Baby                            |                 | 24 ottobre 1989   |                 |
| 5  | Legacy                              |                 | 24 ottobre 1989   |                 |
| 6  | Strangers                           |                 | 7 novembre 1989   |                 |
| 7  | Pilgrims                            |                 | 21 novembre 1989  |                 |
| 8  | The Burning Bush                    |                 | 28 dicembre 1989  |                 |
| 9  | New Parents                         |                 | 5 dicembre 1989   |                 |
| 10 | Michael's Campaign                  |                 | 12 dicembre 1989  |                 |
| 11 | Pulling Away                        |                 | 9 gennaio 1990    |                 |
| 12 | Another Country                     |                 | 6 gennaio 1990    |                 |
| 13 | Post-Op                             |                 | 23 gennaio 1990   |                 |
| 14 | Once a Mermaid                      |                 | 6 febbraio 1990   |                 |
| 15 | Fathers and Lovers                  |                 | 13 febbraio 1990  |                 |
| 16 | Her Cup Runneth Over                |                 | 20 febbraio 1990  |                 |
| 17 | Good Sex, Bad Sex, What Sex, No Sex |                 | 27 febbraio 1990  |                 |
| 18 | The Other Shoe                      |                 | 20 marzo 1990     |                 |
| 19 | Three Year Itch                     |                 | 3 aprile 1990     |                 |
| 20 | I'm Nobody, Who Are You?            |                 | 10 aprile 1990    |                 |
| 21 | Arizona                             |                 | 17 aprile 1990    |                 |
| 22 | Going Limp                          |                 | 1º maggio 1990    |                 |
| 23 | The Go Between                      |                 | 15 maggio 1990    |                 |
| 24 | Samurai Ad Man                      |                 | 22 maggio 1990    |                 |